# Leifsdóttir
Leifsdóttir ist ein weiblicher isländischer Name.

## Herkunft und Bedeutung
Der Name ist ein Patronym und bedeutet Leifs Tochter. Die männliche Entsprechung ist Leifsson (Leifs Sohn).

## Namensträgerinnen
- Kolbrún Leifsdóttir, isländische Basketballspielerin
- Nanna Leifsdóttir (* 1963), isländische Skirennläuferin